# Heddy Lester
Heddy Lester, nacida Heddy Affolter, (Ámsterdam, 18 de junio de 1950-Ibidem., 29 de enero de 2023) fue una cantante y actriz neerlandesa, conocida por su participación en el Festival de la Canción de Eurovisión 1977.

## Inicios
La carrera profesional de Lester comenzó junto a Gert Balke con el que formó el dúo "April Shower", que consiguió un pequeño éxito con la canción "Railroad Song" en 1971. Su padre regentaba un restaurante en Ámsterdam, donde ella conoció al cantante Ramses Shaffy, con quien hizo una gira. Lester inició su carrera en solitario en 1974.

## Festival de Eurovisión
En 1977, la canción de Lester "De mallemolen" ("El carrusel"), con música de su hermano Frank, fue elegida por un grupo de celebridades como la ganadora de la selección neerlandesa. Lester participó en el Festival de la Canción de Eurovisión 1977, que tuvo lugar en Londres el 7 de mayo. A pesar de que "De mallemolen" había sido considerada una de las favoritas, solo pudo alcanzar la 12.ª plaza de un total de 18 países.

## Carrera posterior
Tras su aparición en Eurovisión, Lester ha trabajado en papeles musicales y dramáticos, incluyendo obras como Bodas de Sangre de Federico García Lorca, Las troyanas de Eurípides y Ghetto de Joshua Sobol.
En 2009, Lester, junto a otros muchos participantes holandeses en Eurovisión, fue invitada a la selección neerlandesa de ese año.

## Discografía
Singles

April Shower
- 1971: "Mama Look Upon Me"
- 1971: "Railroad Song" (#30)
- 1972: "It's So Funny"
- 1973: "Danny's Song"

Solo
- 1974: "Friend of Mine"
- 1977: "De mallemolen" (#28)
- 1977: "Words Keep Turning"
- 1978: "Samen"

Álbum
- 1977: Deel van m'n bestaan